# Barnesville (Georgia)
Barnesville – miasto w Stanach Zjednoczonych, w stanie Georgia, siedziba administracyjna hrabstwa Lamar.